# Деревянная ложка (приз)
Деревянная ложка (англ. wooden spoon) — шутливый приз, вручающийся участнику (или команде), занявшему последнее место в соревновании или даже проигравшему финал. Подобная награда может вручаться как в академической среде, так и в спортивных соревнованиях. Приз распространён в странах Британского содружества и даже в США.

## Кембриджский университет
Традиция восходит к XVIII веку, а письменные свидетельства о подобном призе датируются с 1803 по 1909 годы.
Считается, что впервые придумали вручать подобную награду в Кембриджском университете: её получали студенты, которые показали самый низкий балл на математическом трайпосе математического факультета, но тем не менее оканчивали университет со степенью «младшего оптима» (англ. junior optime). Лауреат подобной награды сам получал прозвище «деревянная ложка», вследствие чего приз стал считаться синонимом позора и высмеиваться в стихотворениях:
And while he lives, he wields the boasted prize

Whose value all can feel, the weak, the wise;

Displays in triumph his distinguish’d boon,

The solid honours of the Wooden Spoon:98
Ложки действительно изготавливались из дерева, а их длина достигала 150 см. По традиции их спускали на верёвках с галереи перед лауреатом в присутствии вице-ректора. В 1875 году эту традицию Кембриджский университет объявил вне закона. Студенты, которые показывали худшие результаты в степенях «старшего оптима» (англ. senior optime) и «спорщика» (англ. wrangler), получали иногда звания «серебряной ложки» и «золотой ложки» соответственно, а студент с лучшим баллом по экзамену получал степень «старшего спорщика». Те же студенты, которые набирали ещё ниже баллов, чем обладатель «деревянной ложки», получали лишь свидетельство о прохождении обучения (англ. Ordinary degree) и разнообразные имена в зависимости от их числа:284. Так, в 1860-е годы из 400 человек около 300 не набрали достаточно баллов для получения одной из степеней и стали известны как «избиратели» (англ. poll men). В 1910 году порядок оглашения результатов изменили: отныне результаты объявлялись в алфавитном порядке, поэтому узнать сразу имя неудачника не предоставляется возможным.

### Последняя награда

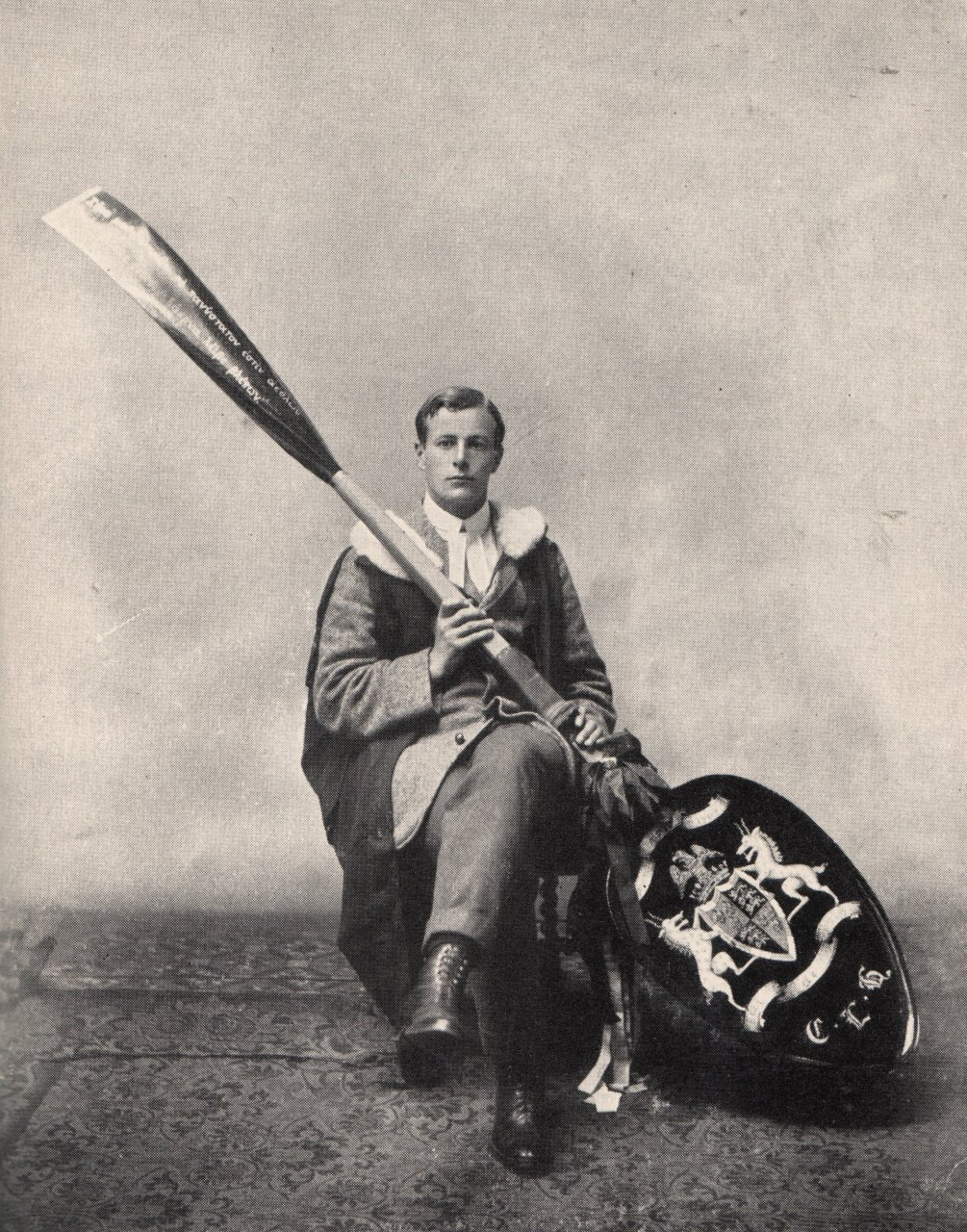
Последняя деревянная ложка

Обладателем последней деревянной ложки стал Катберт Лемпрайр Холтхаус (англ. Cuthbert Lempriere Holthouse), гребец-одиночник клуба гребцов имени леди Маргарет, Сент-Джонс-колледж. Её вручили в 1909 году, спустив с галереи. Рукоять была заточена как у весла, а на ней была нанесена эпиграмма на греческом примерно следующего содержания: «Это последняя деревянная ложка, которую вручали на математическом трайпосе. Те, кто её увидят, пусть плачут». В настоящее время она находится в распоряжении Сент-Джонс-колледжа, другая — в библиотеке Селвин-колледжа. С 8 по 26 июня 2009 года в Сент-Джонс-колледже прошла выставка пяти сохранившихся деревянных ложек: Сент-Джонс (последняя, 1909), Селвин (1906), Эммануэл (1889) и Корпус-Кристи (1895, 1907). Она была приурочена к столетию с момента последнего вручения подобной награды. Ещё пять деревянных ложек хранятся в частных коллекциях.

## Спорт

### Регби
Доподлинно неизвестно, почему деревянную ложку стали использовать как награду в соревнованиях по регби. Многие выпускники Кембриджского университета были участниками Кубка домашних наций по регби, более известного ныне как Кубок шести наций. Предполагается, что они решили сохранить память о деревянной ложке в регби, но гораздо раньше них, в 1894 году газета South Wales Daily Post предложила вручать худшей команде турнира по аналогии символическую деревянную ложку.
С 1983 года в Великобритании функционирует Общество деревянной ложки — благотворительная организация, созданная регбийными энтузиастами и помогающая детям-инвалидам.

### Австралия и Новая Зеландия
Звание «деревянной» ложки вручается в чемпионатах Австралии и Новой Зеландии по футболу, регби, австралийскому футболу и иным видам спорта команде, которая занимает последнее место в регулярном чемпионате по итогам сезона. Так, подобные награды вручаются худшим командам Австралийской футбольной лиги, чемпионата Австралии по футболу (Эй-Лиги), Национальной регбийной лиги, Супер Регби и Кубка Mitre 10. В Австралийской футбольной лиге рекордсменом по числу «деревянных ложек» является клуб «Сент-Кильда», в Национальной регбийной лиге — «Вестерн Сабёрбс Мэгпайпс». Также подобная награда вручается в крикете: три раза подряд её завоёвывала в турнире «Big Bash League» (чемпионат Австралии) команда «Сидней Тандер» с сезона 2011/2012 по сезон 2013/2014, прежде чем в сезоне 2014/2015 уступить это «звание» команде «Брисбейн Хит», занявшей последнее место из 8 команд.

### Теннис
В теннисе синонимом подобного приза неудачнику является «антишлем». Достижение является действительно сомнительным и наихудшим вариантом развития событий для теннисиста. Чтобы стать обладателем подобного «приза», теннисисту необходимо проиграть в первом же раунде, его обидчик должен обязательно проиграть следующий матч во втором круге, а победитель обидчика во втором круге должен проиграть в третьем круге и так до тех пор, пока победитель всех обидчиков не проиграет в финале. Такой незавидной участи удостоились в своё время Горан Иванишевич (Открытый чемпионат Австралии по теннису 1995), Мари Пьерс (Открытый чемпионат Австралии по теннису 2002), Марат Сафин (Открытый чемпионат США по теннису 2004), Каролин Возняцки (Открытый чемпионат Франции по теннису 2007), Ана Иванович (Уимблдонский турнир 2010) и Рафаэль Надаль (Открытый чемпионат Австралии по теннису 2016).

### Футбол
В чемпионате MLS команда, занявшая последнее место в регулярном первенстве, получает титул «чемпиона деревянной ложки», но в отличие от других видов спорта, получает реальную награду. Перед стартом сезона 2016 года Независимый совет спонсоров решил создать специальный приз для команды, занявшей последнее место в регулярном чемпионате, по аналогии с наградой Supporters' Shield. Трофей является переходящим, а его обладатели должны владеть на протяжении всего следующего сезона. В конце каждого регулярного сезона команда должна решить, что сделает с трофеем. В 2015 году первую деревянную ложку получил клуб «Чикаго Файр», и его болельщики приняли на себя обязанность создать первую подобную ложку.